# Maurice Denis
Maurice Denis (25. listopadu 1870 Granville, Francie – 13. listopad 1943 Saint-Germain-en-Laye, Francie) byl francouzský malíř, který patří do hnutí Nabistů. Je známý svými úvahami o teorii umění a díky tomu je považován za mluvčího této skupiny.

## Život
Maurice Denis se narodil v normandském městě Granville. V témže roce se však jeho rodina přestěhovala do Saint-Germain-en-Laye nedaleko Paříže. Navštěvoval pařížské Lycée Condorcet, kde se seznámil s Édouardem Vuillrdem, Paulem Sérusierem a Xavierem Rousselem. Ti, společně s Denisem, se stali součástí umělecké skupiny zvané Les Nabis, neboli Nabisté. V roce 1888 společně přestoupili na Julianovu akademii. Po vystudování se podílel na tvorbě v skupině Les Nabis a díky svému postoji právě k teorii umění je Denis považován za mluvčího této skupiny. Kolegové oceňují jeho názorovou otevřenost a velkou vnímavost.
V červnu 1893 se oženil s Marthou Meurierovou a měl s ní celkem 7 dětí. V roce 1895 spolu cestovali do Itálie a následně Německo a Španělsko. V roce 1902 se vypravuje do Ruska.
V roce 1919 zemřela jeho první žena. O dva roky později se znovu oženil, a to s Elisabeth Graterolleovou a později se stal otcem dalších dvou dětí.
V roce 1909 odjel do Nizozemska a o rok později Spojených států amerických. I přesto stále obdivuje krásy přírody rodné Francie. Miluje zejména Provence a bretaňskou krajinu, z nichž čerpá pohodu a klid typickou pro jeho obrazy. Nesnáší zmatek a chaos velkoměsta. přesto umírá v Paříži v roce 1943.

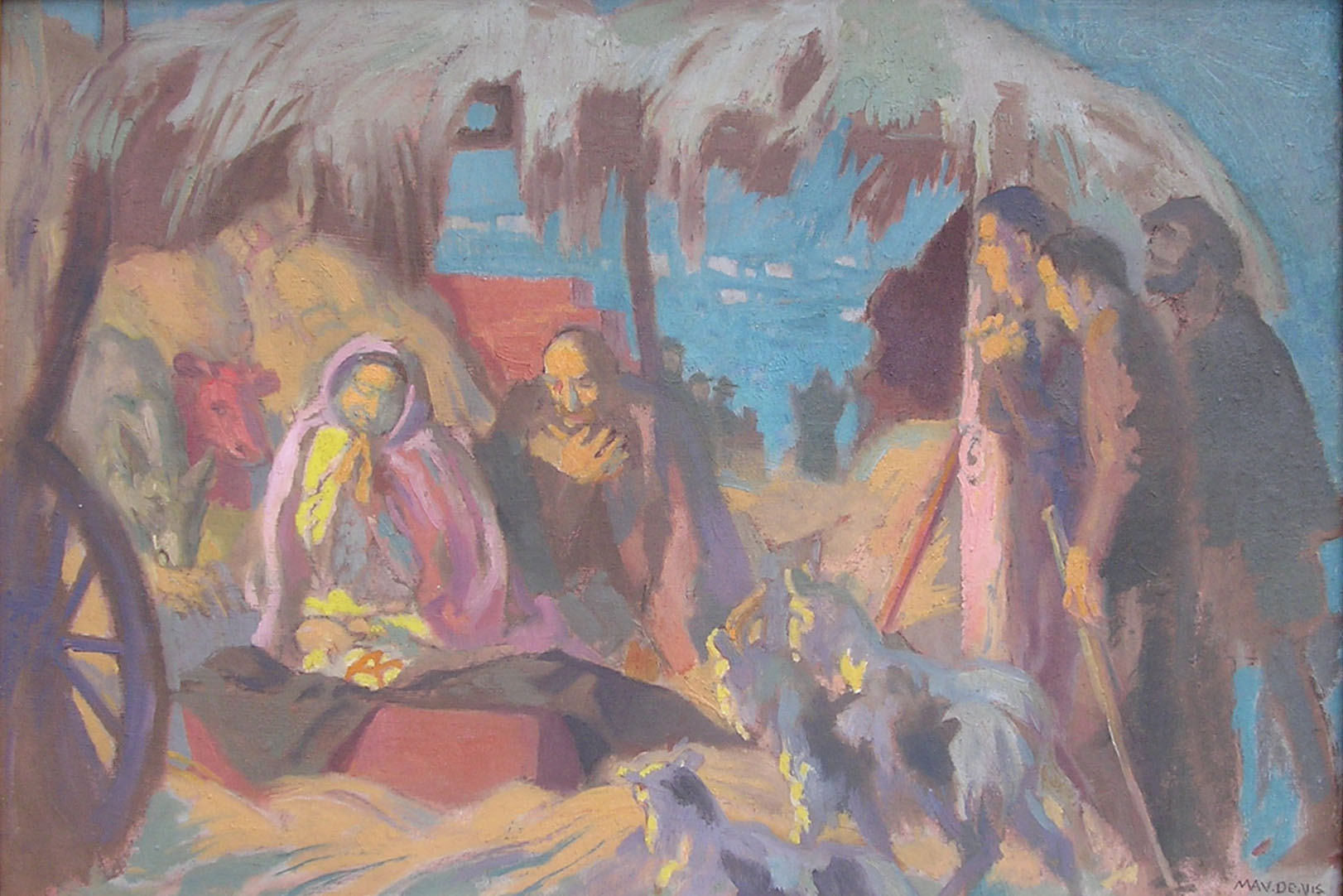
Narození páně

## Inspirace
Maurice Denise a jeho dílo ovlivnila velká znalost literatury a filozofie. V době studia na Julianově akademii objevuje díla básníků Verlaina a Mallarmého. Zajímá se rovněž o v té době avantgardní dramata a zároveň se zabývá též filozofickými díly zejména od Henriho Bergsona. V této době také publikuje články zabývající se teorií umění.

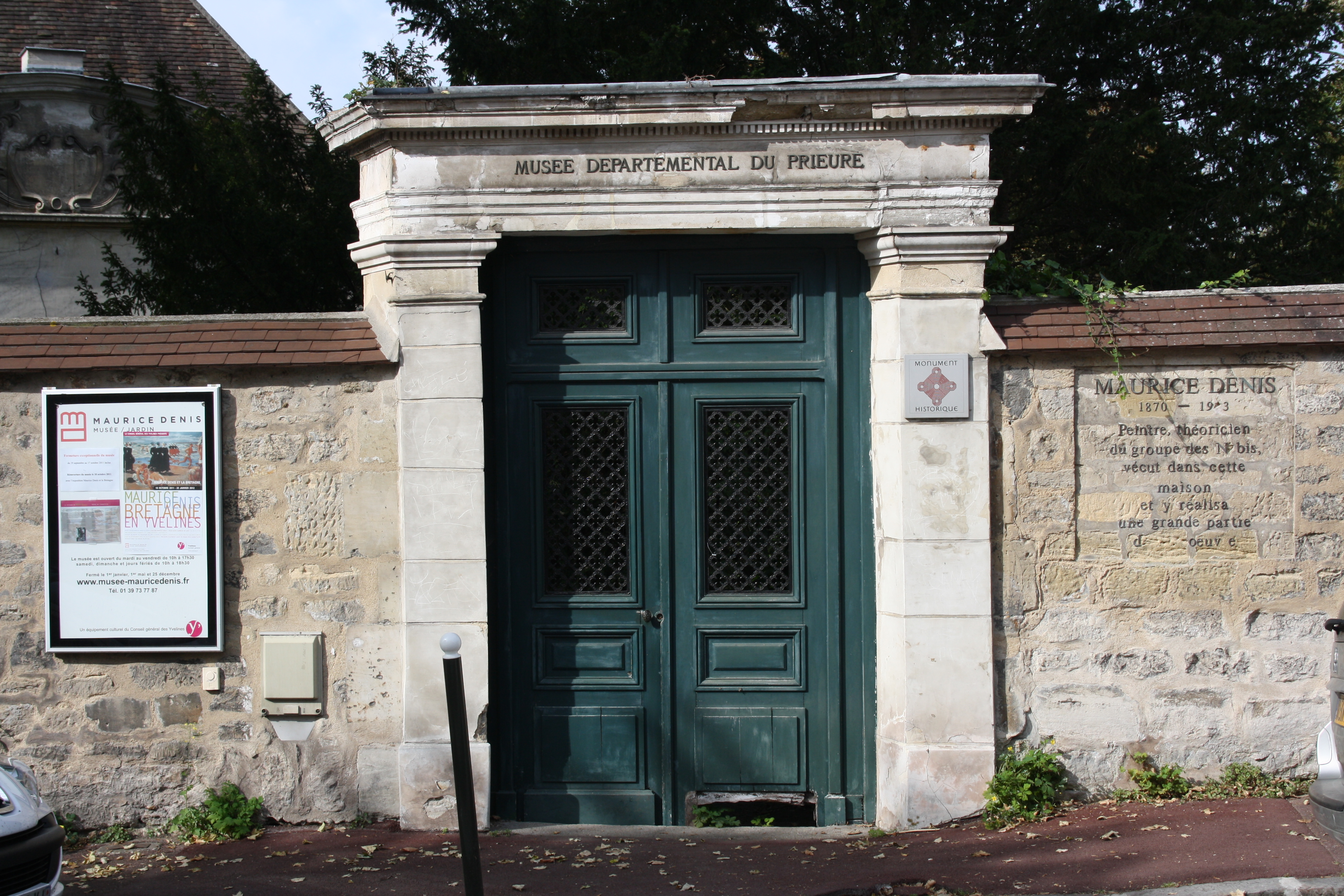
Muzeum Denise Maurice, Francie

## Dílo
Během 90. let byla Maurice Denis součástí skupiny Les Nabis, kde se jeho sklony k filozofii zužitkovaly v celkové povaze skupiny. Nabisté (podle hebrejského slova „nabis“ – prorok) se zabývali nejvíce symbolismem, což koresponduje s Denisovým dílem. Z tohoto období jsou známé obrazy Sluneční skvrna na terase, Múzy a Regaty v Perros-Guirec. Po celkovém rozpadu skupiny se Denis věnuje především náboženským tématům. Sám se považuje za „křesťanského malíře“. Věnuje se i teorii umění a vydává Nouvelles théories sur l’art moderne, sur l’art sacré (čili Nové teorie ohledně moderního umění, náboženského umění).

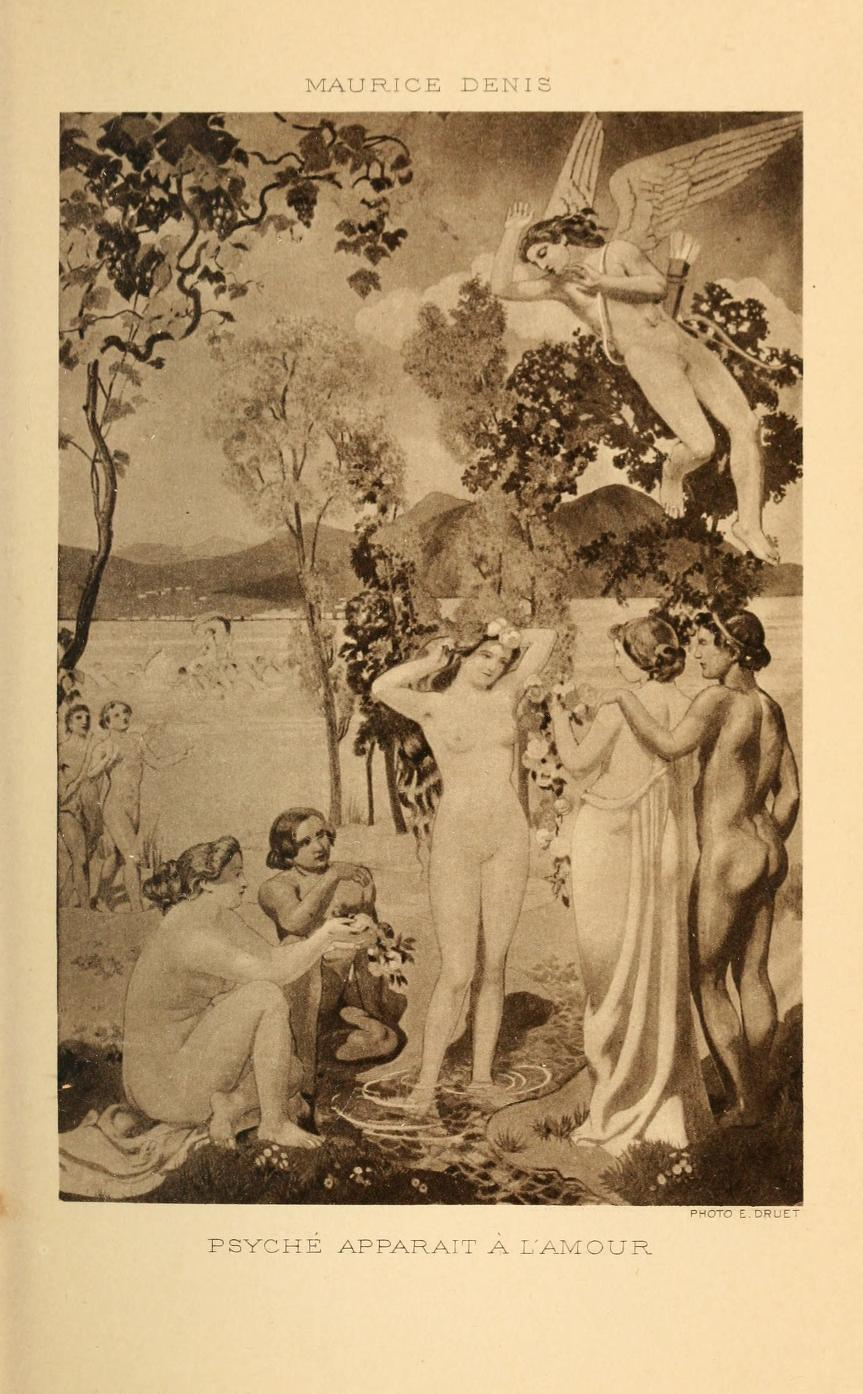
Psyché se zdá zamilovaná